# 박슬
박슬(2005년 8월 9일~)은 대한민국의 배드민턴 선수이다. 아시아 주니어 선수권 대회 여자 복식에서 은메달을 획득했다.